# تشاه كنان بالا (باقران)
تشاه كنان بالا (بالإنجليزية: Chahkanan-e Bala)‏ هي مستوطنة تقع في إيران في قسم باقران الريفي.